# Ramoceros
Genre
Ramoceros est un genre fossile d’herbivores terrestres de la famille des Antilocapridae,  vivant en Amérique du Nord lors du Miocène, entre −14 millions d’années et −10 millions d’années.

## Liste d'espèces
Selon BioLib (13 février 2021) :
- Ramoceros brevicornis Frick, 1937 †
- Ramoceros marthae Frick, 1937 †
- Ramoceros osborni (Matthew, 1904) †
- Ramoceros palmatus Frick, 1937 †
- Ramoceros ramosus (Cope, 1874) †

## Description
Les espèces du genre Ramoceros étaient de petites antilocapres à cornes ramifiées.

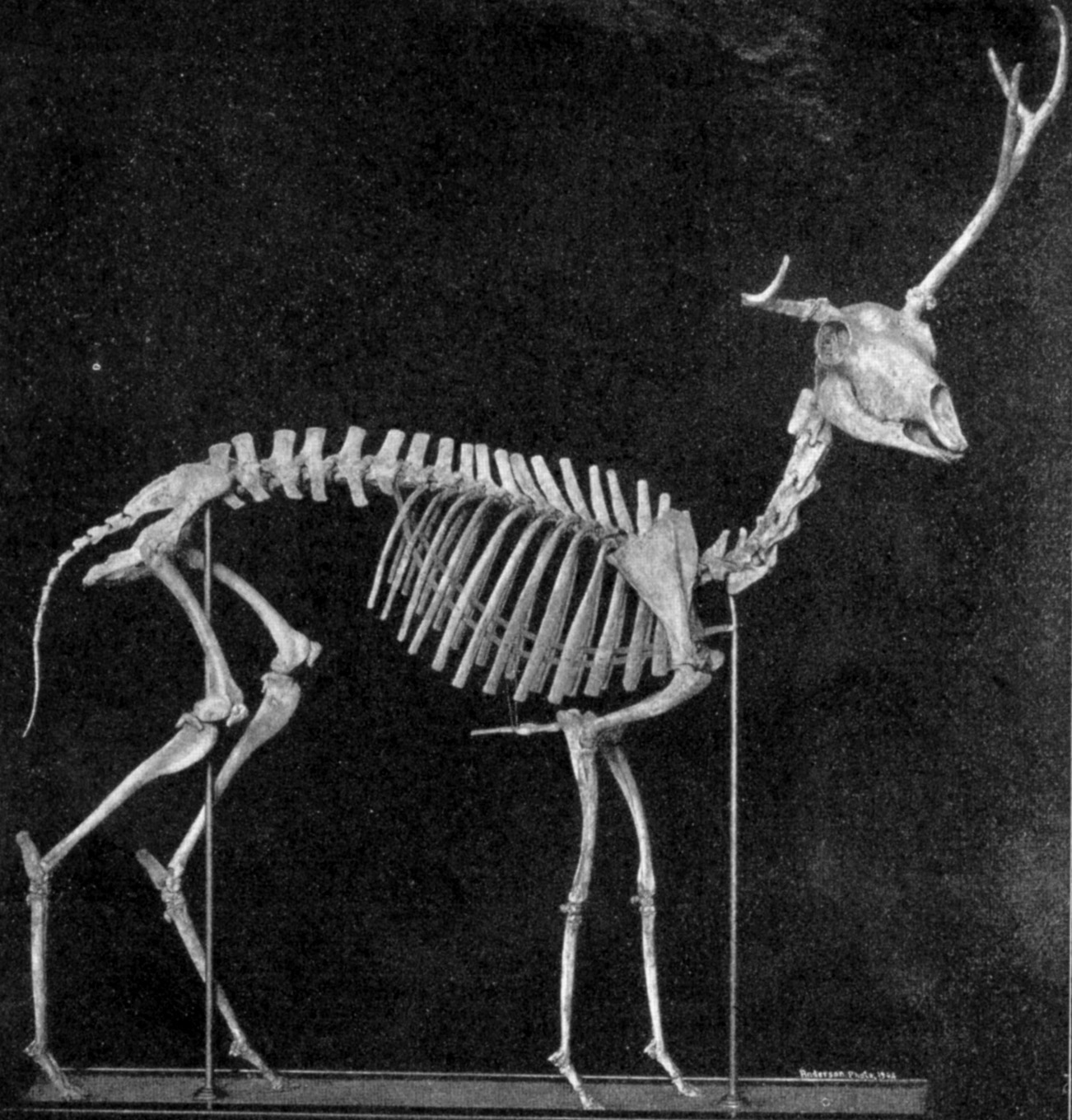
Squelette de Ramoceros osborni.

## Occurrence
Au total, une centaine de spécimens fossiles ont été découverts dans l'Ouest des États-Unis, au Canada et au Mexique.

## Publication originale
- (en) Childs Frick, « Horned ruminants of North America », Bulletin of the American Museum of Natural History, New York, Musée américain d'histoire naturelle, vol. 69,‎ 31 mars 1937, p. 1-669 (ISSN 0003-0090 et 1937-3546, OCLC 1287364, lire en ligne).